# Ölpalmen
Die Ölpalmen (Elaeis) sind eine Gattung der Familie Palmengewächse (Arecaceae). Sie besteht aus nur zwei Arten, von denen die Ölpalme (Elaeis guineensis) als Ölpflanze von wirtschaftlicher Bedeutung ist.

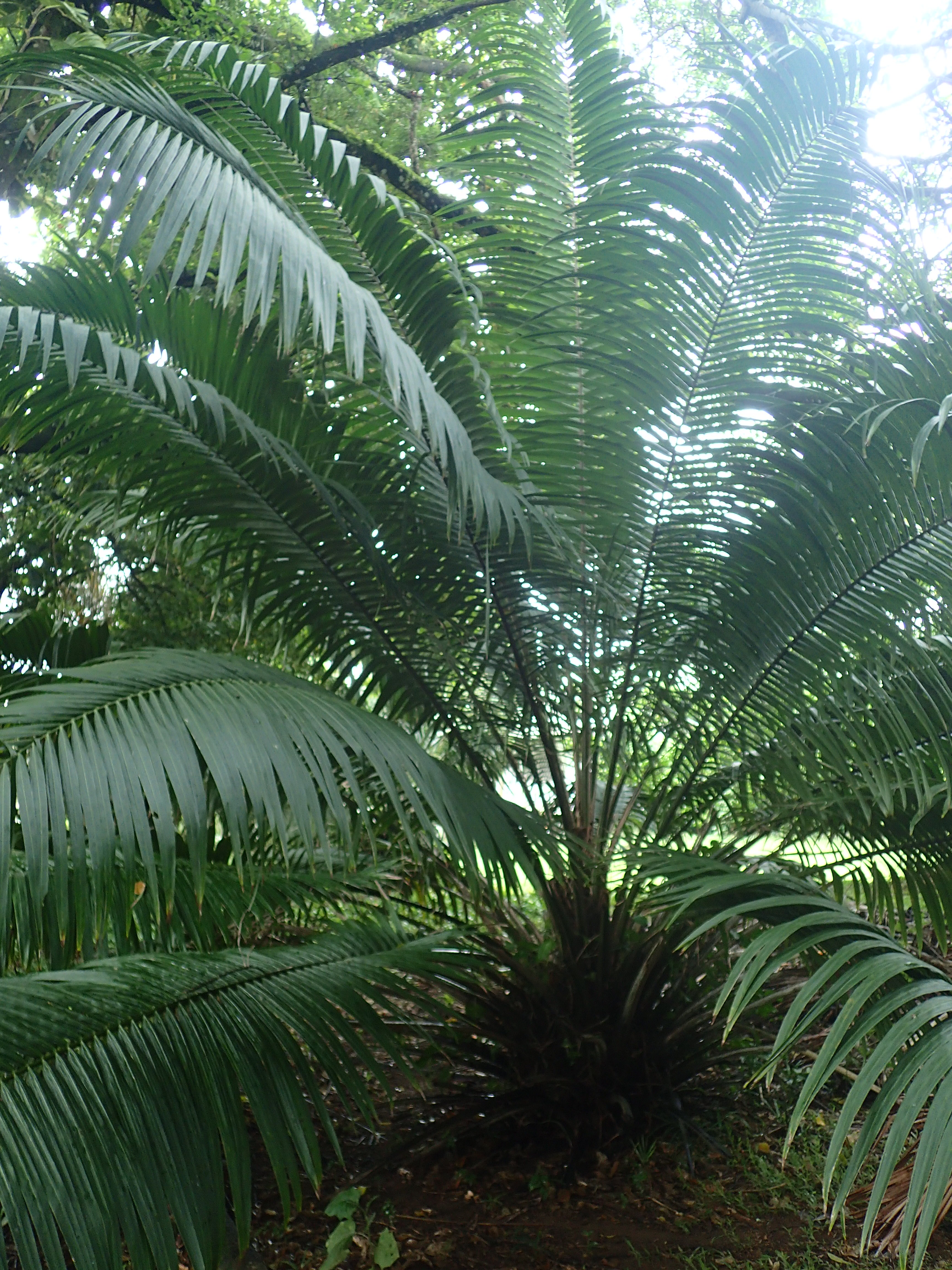
Elaeis oleifera

## Merkmale
Die Ölpalmen sind mittelgroße bis große, diözische Palmen. Der stets einzelne Stamm ist kurz und kriechend oder hoch, die Oberfläche ist rau oder mit den Blattbasen abgefallener Blätter bedeckt. Die Blätter sind gefiedert und regelmäßig geteilt. Der Blattstiel besitzt am Rand Faser-Stacheln. Die Fiederblättchen sind regelmäßig oder gruppiert angeordnet und stehen in einer oder auch in mehreren Ebenen.
Die Blütenstände stehen zwischen den Blättern und reichen kaum aus der Scheide ihres Tragblattes hervor. Der Blütenstand ist einfach verzweigt und besitzt einen kurzen Blütenstandsstiel. Die zahlreichen Seitenzweige stehen entlang einer eher kurzen Rachis. Die männlichen Blüten besitzen drei freie Kelchblätter, drei freie Kronblätter und sechs Staubblätter mit verwachsenen Staubfäden sowie einen verkümmerten Fruchtknoten. Die weiblichen Blüten besitzen drei freie, einander überlappende Kelchblätter und drei ähnliche Kronblätter, sechs Staminodien, die einen niedrigen Ring bilden, und drei verwachsene Fruchtblätter.
Der Fruchtstand ist gedrängt und steht an einem kurzen Stiel. Die Früchte sind mittelgroß und von oranger, roter oder schwarzer Farbe. Das Endokarp ist knochig und besitzt drei apikale Keimporen. Die Blätter der Keimlinge sind schmal und ungeteilt.

## Verbreitung
Die Ölpalme (Elaeis guineensis) ist in West-Afrika heimisch, jedoch weltweit in den Tropen angepflanzt. Die zweite Art Elaeis oleifera ist im tropischen Amerika beheimatet.

## Taxonomie und Systematik
Die Gattung Elaeis wurde 1763 von Jacquin in Selectarum stirpium americanum historia Seite 280 Tafel 172 erstbeschrieben.
Die Gattung Elaeis Jacq. wird innerhalb der Unterfamilie Arecoideae in die Tribus Cocoeae gestellt. Sie wird als isolierte und möglicherweise alte Sippe innerhalb der Tribus angesehen. Sie besteht aus den beiden Arten:
- Ölpalme (Elaeis guineensis Jacq.): Sie kommt ursprünglich von Gambia bis Mosambik vor.[1]
- Elaeis oleifera (Kunth) Cortés: Sie kommt von Honduras bis Brasilien vor.[1]

## Belege
- Elaeis (Memento vom 17. Februar 2008 im Internet Archive) auf Palms of Ecuador (Memento vom 29. September 2011 im Internet Archive)